# Trợ giảng

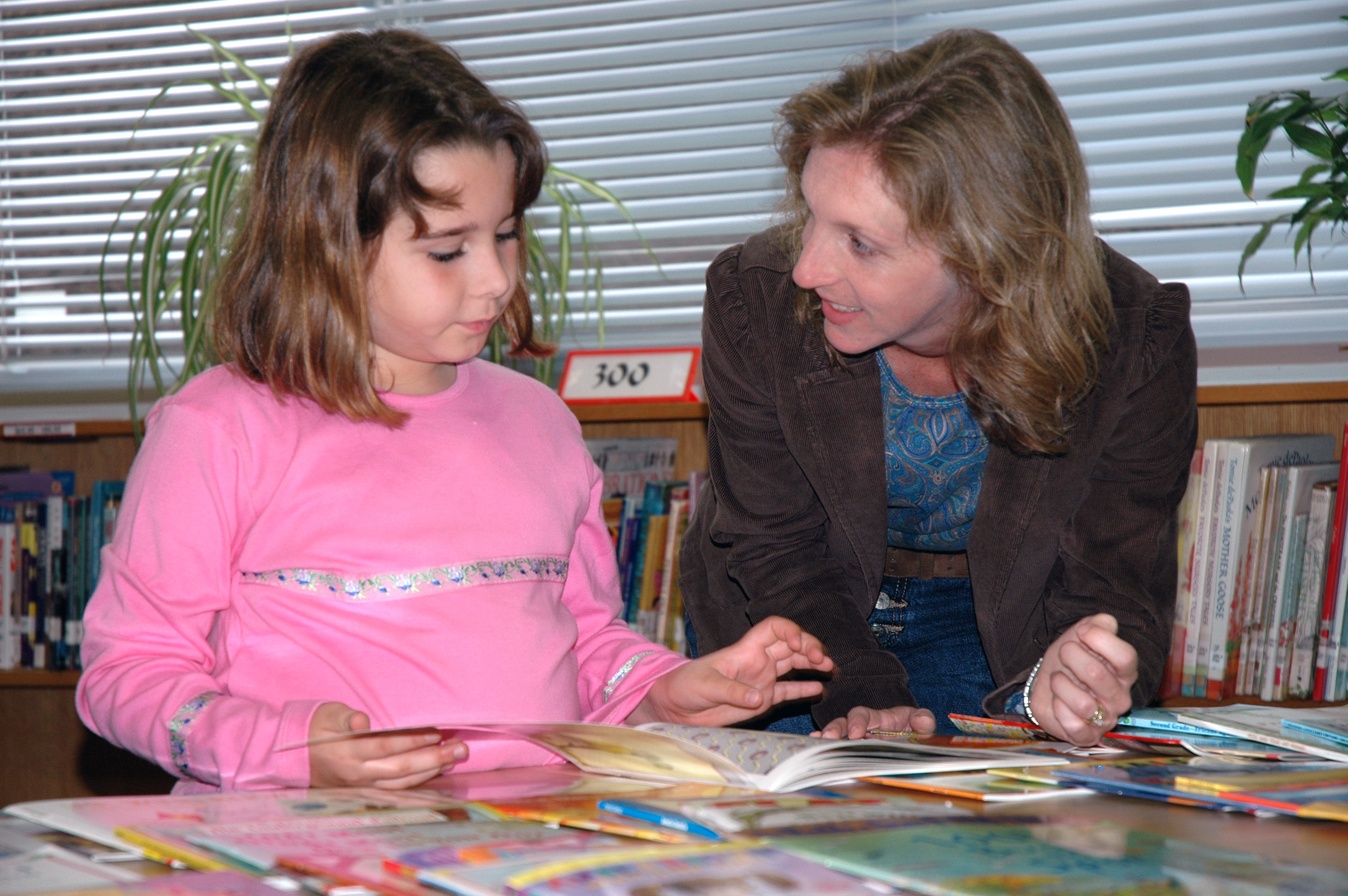
Một trợ giảng tương tác với một đứa trẻ đang đọc sách vào tháng 10 năm 2006 tại căn cứ Hải quân Sasebo của Hoa Kỳ

Trợ giảng (tiếng Anh: Teaching assistant) là người hỗ trợ giáo viên hoặc giảng viên trong việc giảng dạy và nghiên cứu. Họ có thể là sinh viên đại học, cao học, hoặc người đã tốt nghiệp đại học.
Về bản chất, trợ giảng (TA) đóng vai trò hỗ trợ cho các lớp học. Tuy nhiên, nhiều nghiên cứu sinh còn đảm nhiệm vị trí giảng viên chính cho một hoặc nhiều lớp học mỗi học kỳ với vai trò là giảng viên tập sự hoặc trợ giảng sau đại học. Tuy nhiên, ở một số nơi như Florida, họ vẫn được gọi là "trợ giảng". Nhìn chung, trợ giảng sau đại học và trợ giảng trưởng thành thường nhận mức lương cố định theo từng hợp đồng (thường là một học kỳ hoặc một năm học). Ngược lại, trợ giảng là sinh viên đại học hoặc học sinh trung học đôi khi không được trả lương. Tại Mỹ và các quốc gia sử dụng hệ thống tín chỉ, họ sẽ nhận tín chỉ học tập để đổi lấy sự hỗ trợ của mình.